# 玛丽亚·林德
玛丽亚·林德（瑞典語：Maria Lindh，1993年9月29日—），瑞典女子冰球运动员。她曾代表瑞典国家队参加2014年和2018年冬季奥林匹克运动会冰球比赛，分别获得第四名和第七名。